# Anneaux de pouvoir
Pour un article plus général, voir Liste d'objets de la Terre du Milieu.
Pour la série télévisée, voir Le Seigneur des anneaux : Les Anneaux de Pouvoir.
Les Anneaux de pouvoir (Rings of Power en version originale) sont des objets magiques fictifs appartenant au légendaire (legendarium) de l'écrivain britannique J. R. R. Tolkien.
Les Anneaux de pouvoir apparaissent dans la trilogie de romans Le Seigneur des Anneaux. Ils sont présentés au début du premier tome, La Communauté de l'Anneau, quand le magicien Gandalf récite au hobbit Frodon Sacquet un poème connu depuis longtemps des Elfes de la Terre du Milieu :

« Trois Anneaux pour les Rois Elfes sous le ciel,

Le passage parlant de l'Anneau Unique dans les vers 6 et 7 du poème.
Texte écrit en runes elfiques dans un mode antique et dans la langue de Mordor (Noir parler).

Sept pour les Seigneurs Nains dans leurs demeures de pierre,

Neuf pour les Hommes Mortels destinés au trépas,

Un pour le Seigneur Ténébreux sur son sombre trône,

Dans le Pays de Mordor où s'étendent les Ombres.

Un Anneau pour les gouverner tous. Un Anneau pour les trouver,

Un Anneau pour les amener tous et dans les ténèbres les lier

Au Pays de Mordor où s'étendent les Ombres. »

— J. R. R. Tolkien, La Communauté de l'Anneau

## Historique
À la fin du Premier Âge, à la suite de la chute du Vala Morgoth, défait par l'armée des Valar lors de la Guerre de la Grande Colère dans le nord de la Terre du Milieu, son serviteur Sauron demande le pardon des Valar pour ses crimes mais, par la suite, revient sur sa promesse de se soumettre au jugement, s'enfuit et se cache quelque part en Terre du Milieu.
Pendant le Second Âge, ayant revêtu une nouvelle apparence noble et aimable, et répondant au nom d’Annatar, « le Dispensateur », Sauron se présente aux dirigeants restants des Eldar en Terre du Milieu et leur offre son aide. Les Elfes Galadriel, Gil-Galad et Círdan se méfient de lui, mais il est bien accueilli par les forgerons-Elfes de l'Eregion, à l'ouest des Monts Brumeux, ceux-ci étant désireux d'accroître leurs connaissances et leurs techniques.
La fabrication des Anneaux de pouvoir débute autour des années 1500 du Second Âge. Les Sept Anneaux des Nains et les Neuf Anneaux des Hommes sont forgés par les Elfes avec l'aide de Sauron (en effet, avant d'être corrompu par Morgoth, Sauron était à l'origine un Maia rattaché à Aulë, le forgeron des Valar ; il a donc des connaissances étendues dans le domaine de la forge). Les Trois Anneaux des Elfes, les plus grands des anneaux elfiques, sont forgés par Celebrimbor, le petit-fils de Fëanor et le chef de la Guilde des Forgerons de joyaux (Gwaith-i-Mírdain) en Eregion. Il accomplit la tâche seul, sans l'aide de Sauron mais avec les connaissances obtenues par lui, et l'achève autour de l'année 1590. Il est également sous-entendu que de nombreux autres anneaux mineurs ont été forgés par les Elfes d'Eregion lors du perfectionnement de leur art, avec des pouvoirs limités et non précisés.
Vers 1600 S.A., dans les profondeurs de l'Orodruin en Mordor, Sauron forge en secret l'Anneau Unique. Plus puissant que les anneaux elfiques, car investi d'une bonne partie du pouvoir originel de Sauron, l'Unique est destiné à dominer les autres Anneaux de pouvoir, et à ouvrir les pensées de leurs porteurs à Sauron. Cependant, dès que Sauron passe l'Unique à son doigt, les porteurs des anneaux elfiques en sont alertés et comprennent bien vite qu'ils ont été dupés. Ils cachent alors les Trois : Celebrimbor envoie Nenya à Galadriel en Lórien, les Anneaux Narya et Vilya étant confiés à Gil-galad, le souverain du royaume elfique du Lindon à l'ouest de la Terre du Milieu, au bord de la mer ; par la suite, Gil-Galad donnera Narya à l'Elfe Círdan.
Par la suite, Sauron lève une armée et, quittant le Mordor, attaque l'Eregion qu'il finira par ravager 90 ans plus tard. Il s'empare des Neuf et, en torturant Celebrimbor, apprend où sont cachés les Sept mais l'Elfe ne lui révèle pas où se trouvent les Trois. Sauron le tue et se sert de son corps comme d'un étendard. Sauron est finalement vaincu en 1701 S.A. par une puissante armada envoyée par les hommes de Númenor au secours des Elfes, et part se réfugier dans l'est de la Terre du Milieu.
On ignore précisément quand Sauron distribua les Sept aux Nains et les Neuf aux Hommes. Toujours est-il que, si les Nains se révélèrent impossible à soumettre (du fait de leur nature), les Hommes furent aisément dominés par le mal : les neuf seigneurs humains qui reçurent un anneau de puissance s'en servirent pour accroître leur pouvoir et leurs richesses, mais l'un après l'autre, basculèrent dans le royaume des ombres, devenant des spectres entièrement soumis à la volonté de Sauron : les Nazgûl ou Spectres de l'Anneau (Ringwraiths). Leur première apparition date des alentours de 2250 S.A.

## Pouvoirs

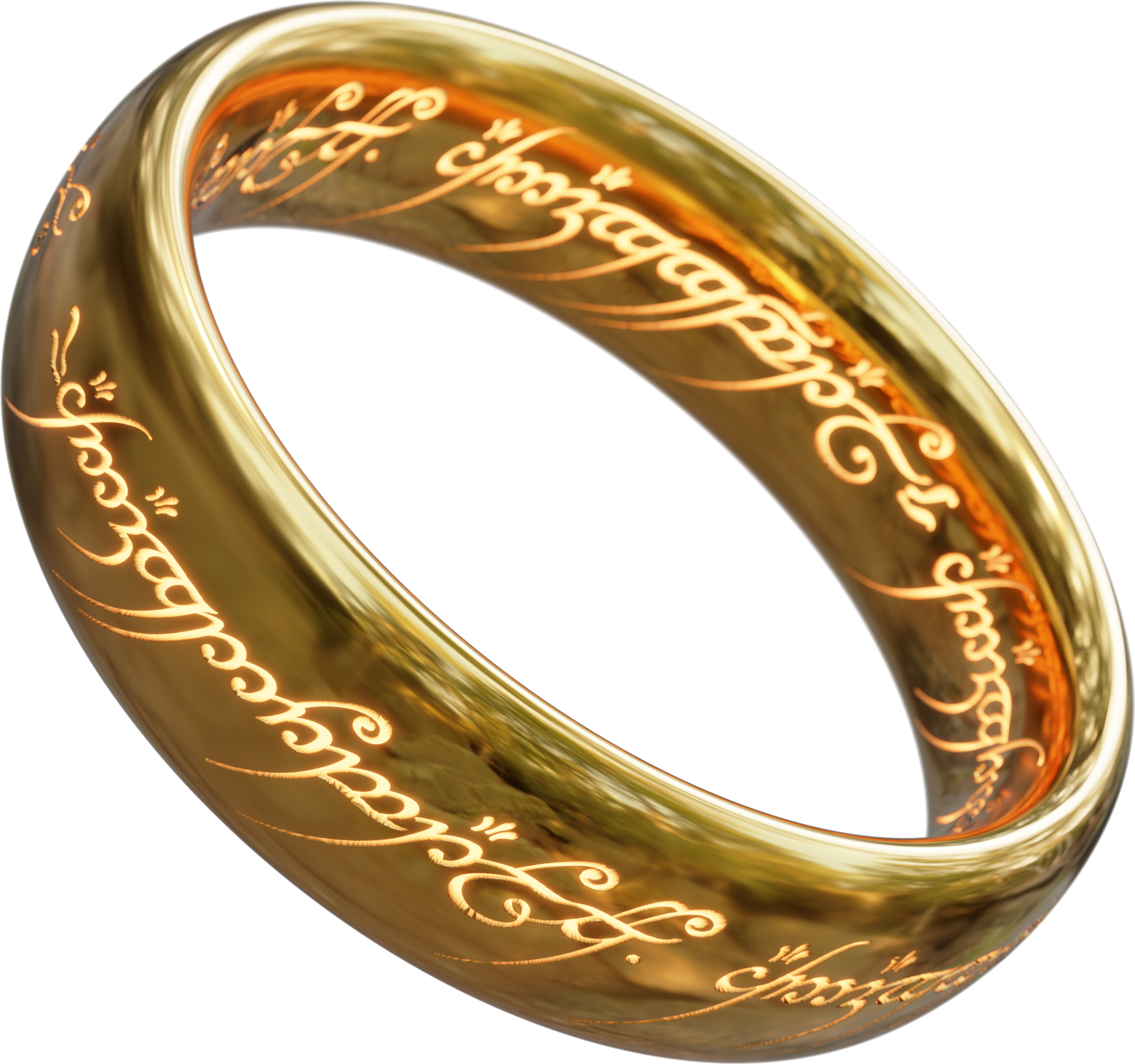
Représentation de l'anneau unique, dans l'adaptation cinématographique par Peter Jackson.

### Présentation
Dans son œuvre, J. R. R. Tolkien va rarement dans les détails en ce qui concerne les mécanismes de la magie de son monde, et donc cet aspect de son histoire reste assez mystérieux et sujet aux spéculations.
Quoi qu'il en soit, tous les Anneaux de Puissance décrits par Tolkien sont connus pour accorder un grand pouvoir à leur porteur, bien qu'on ne sache pas précisément leur éventail de capacités ou leur degré de puissance, car seuls quelques aspects sont dévoilés dans les romans. Par ailleurs, il est possible que d'autres Anneaux de pouvoir existent, en plus des vingt (les Trois, les Sept et les Neuf, plus l'Unique) décrits par Tolkien, car les Elfes firent de nombreux essais tout au long de l'histoire de la création des Anneaux.
On sait cependant que les Anneaux de pouvoir (du moins les Neuf des Hommes) empêchent les mortels qui les portent de mourir, le pouvoir des Anneaux prolongeant leur espérance de vie, bien que les porteurs soient, tôt ou tard, accaparés par la lassitude et inexorablement attirés dans les ombres. En effet, en dépit des bonnes intentions initiales de chaque porteur, tôt ou tard les ténèbres prendront le dessus sur leur volonté.
Certains Anneaux (tout au moins l'Unique) accordent la possibilité de voir les choses qui sont normalement invisibles, comme le montre Frodon quand, lors de l'attaque sur le Mont Venteux, il voit les Spectres de l'Anneau sous leur véritable forme alors que l'Unique est à son doigt. Frodon est aussi capable de voir Nenya, l'Anneau elfique gardé par Galadriel lorsque celle-ci lève la main, alors que son compagnon Sam Gamegie ne remarque rien, sinon une vague lumière.
On ne sait pas si ces effets ont toujours été présents ou s'ils ont été ajoutés aux Anneaux après que Sauron les eut repris aux Elfes. On sait par contre que Sauron « pervertit » les Neuf et les Sept, de telle manière qu'ils furent maudits et trahirent en fin de compte tous ceux qui les utilisèrent. Comme exemple de cette « malédiction », on peut citer la mort des Nains Thrór et Thráin, poussés à entreprendre de dangereuses missions à cause de leur Anneau, l'un des Sept, qui appartenait à leur maison.

### Spécificités
Les Trois Anneaux créés par les Elfes avaient comme pouvoir et comme but la guérison, la création et l'acquisition du savoir. Bien que Sauron eût essayé, il n'a pas réussi à séduire les Elfes, car les Trois grands Anneaux elfiques ne furent jamais souillés par sa main et ont même été créés à son insu.
Les Sept ont été donnés aux sept chefs des maisons des Nains. Mais, en raison de l'ascendance unique des Nains (créés par Aulë à partir de la pierre dans les premiers temps de la Terre du Milieu, comme raconté dans le Silmarillion), Sauron ne put ni les contrôler, ni lire dans leurs pensées. L'un des objectifs de Sauron lors du Troisième Âge était de récupérer le plus grand nombre des Sept encore existants. En fin de compte, seuls trois ont subsisté. Certains furent détruits par les flammes des dragons et les derniers finirent entre ses mains. Le seul mal connu perpétré par les Sept était d'attiser la convoitise — déjà fort développée chez les Nains — pour l'or, les bijoux, les objets travaillés et de permettre au porteur de devenir riche. À son tour, cette richesse attira les dragons et la plupart des Sept furent détruits avec leurs porteurs.
Les Neuf ont été remis à des hommes, rois et sorciers, y compris des númenóréens. On ne sait pas vraiment quels pouvoirs ils accordaient, sinon la puissance, la richesse et la gloire, mais ceci reste très vague. Les hommes ayant porté les Neuf ont été rapidement dominés et ont fini par devenir des ombres, les Nazgûl. Les Neuf se sont révélés très utiles à Sauron, au cours du Troisième Âge, surtout lorsque ce dernier était trop faible pour agir personnellement.
Dans une ébauche non utilisée, Tolkien a indiqué que les Elfes Calaquendi, comme Glorfindel, pourraient utiliser le pouvoir d'invisibilité de l'Anneau pour choisir d'apparaître dans le monde physique ou invisible, mais aussi dans les deux à la fois. Cela pourrait être similaire à la capacité qu'ont Sauron et Tom Bombadil de rester visibles tout en portant l'Unique.[réf. souhaitée]
Les Grands Anneaux de pouvoir sont presque impossibles à endommager ou à détruire. S'exprimant à propos de l'Unique, Gandalf dit que le feu, que ce soit celui issu d'un foyer de cheminée ou d'un des grands fours des Nains, ne pourrait pas le faire fondre ; puis il mentionne que le feu d'un dragon pourrait faire fondre un Anneau de pouvoir, mais que les dragons restants en Terre du Milieu ne sont plus aussi forts que pendant le Second Âge, et que même le puissant Ancalagon le Noir, s'il était encore vivant, n'aurait pu endommager l'Unique avec sa flamme. Il y est fait allusion lors du Conseil d'Elrond, où il est indiqué que l'Unique était trop puissant pour que les dragons puissent le détruire de cette façon.

## Les Anneaux de pouvoir

### Les Trois
Les Trois Anneaux des Elfes furent cachés de la vue de Sauron lorsque les Elfes eurent connaissance de sa duperie. Ils ont été fabriqués par Celebrimbor sans l'aide de Sauron, qui ne peut ni les contrôler, ni les trouver une fois que les Elfes les eurent ôtés et cachés. Narya a été porté par Círdan, puis a été donné à Gandalf, Nenya a été donné à Galadriel et Vilya a été porté par Gil-galad, puis a été donné à Elrond. Sauron n'a jamais su où ils se trouvaient. Après la destruction de l'Anneau Unique, ils ont peu à peu perdu leurs pouvoirs.

### Les Sept
Les Sept Anneaux des Nains ont été donnés aux chefs des « maisons » des Nains. Sauron ne pouvait pas les contrôler ni lire dans leurs pensées comme il aurait voulu, mais ces Anneaux ont dominé leur volonté et ont grandement augmenté leur cupidité. Ceci attira les dragons qui convoitaient trésors et richesses. Quatre de ces Anneaux furent détruits par ces dragons. Sauron, qui put retrouver les trois Anneaux restants, les offrit au roi Dáin II, mais celui-ci eut la sagesse de les refuser.

### Les Neuf
Les Neuf Anneaux des Hommes ont été donnés aux rois et sorciers des hommes par Sauron. Ces hommes ont été rapidement dominés et ont fini par devenir les Nazgûl. Trois d'entre eux étaient issus du peuple de Númenor, dont leur chef, le Roi-Sorcier d'Angmar.
Les Sages crurent que les Nazgûl avaient disparu avec leur maître lors de la Guerre de la Dernière Alliance, mais dès l'an 1300 du Troisième Âge, leur chef réapparut et fonda, au nord de l'Eriador, le royaume d'Angmar. Les Neuf se sont révélés très utiles à Sauron au cours du Troisième Âge. Pendant la Guerre de l'Anneau, les Nazgûl eurent pour mission de retrouver l'Anneau Unique. Ils participèrent aussi aux différents combats dont le but était de prendre possession de Minas Tirith. Ils furent tous détruits après la destruction de l'Anneau Unique.

### L'Unique

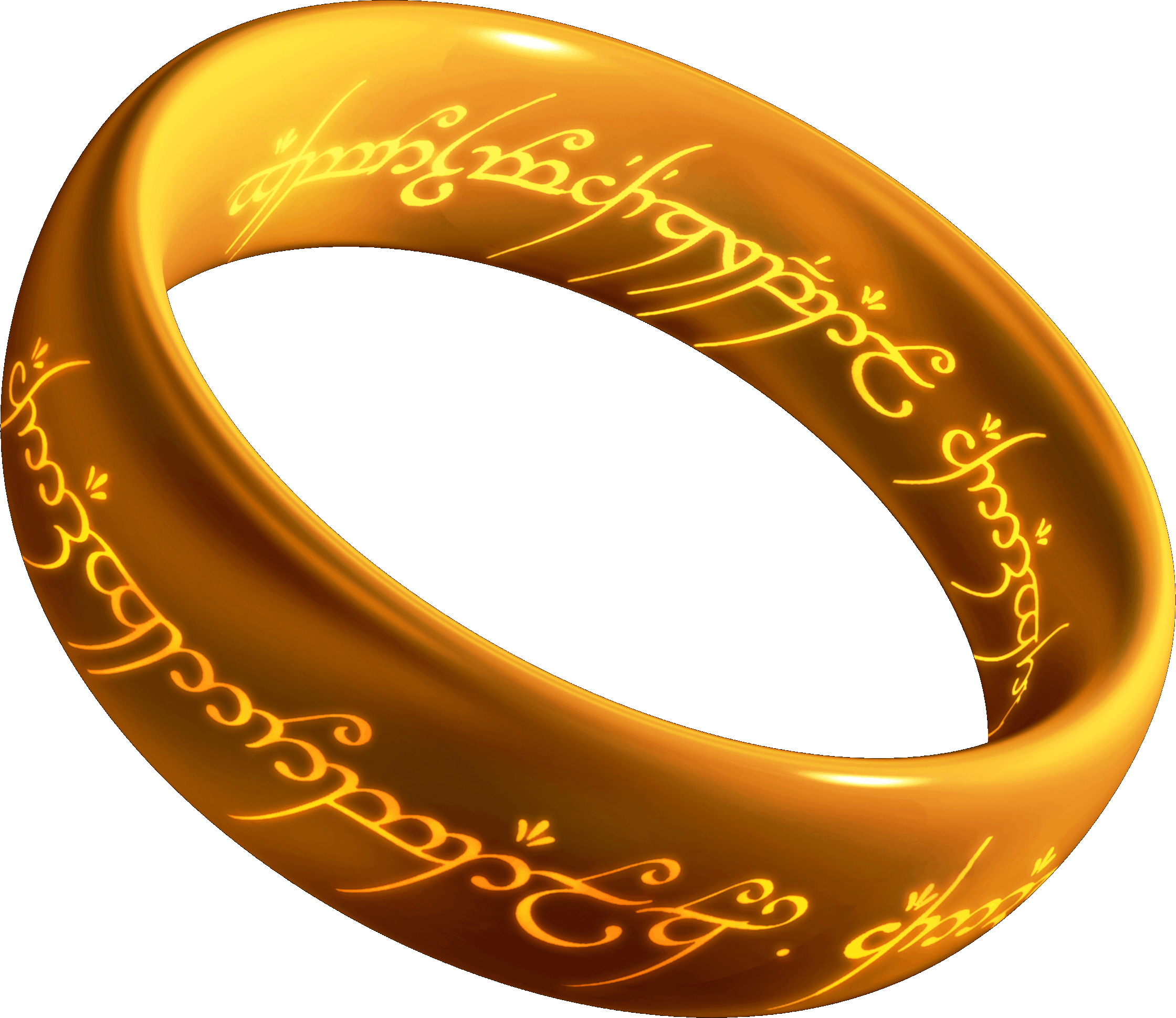
L'Anneau Unique, forgé par Sauron.

L'Anneau Unique a été fabriqué en secret par Sauron au second age dans le but de contrôler tous les autres Anneaux. Il y déposa une grande partie de son ancien pouvoir de Maia. Il était très lié à lui et malgré la victoire de la Dernière Alliance, cela lui a permis de ne pas être détruit.
Après avoir vaincu Sauron, Isildur en prit possession, Elrond lui conseille de détruire l'Anneau unique de Sauron dans le feu de l'Orodruin pour que celui-ci soit vaincu pour toujours ; mais Isildur, déjà captivé par l'Anneau, ne l'écouta pas. L'anneau le trahit ensuite, Isildur le perd dans l'Anduin et meurt d'une attaque des Orques des Monts Brumeux durant le désastre des Champs d'Iris. L'Anneau fut retrouvé des siècles plus tard par un Hobbit nommé Déagol. Mais il fut tué juste après par son cousin Sméagol, qui lui vola l'Anneau, son « cadeau d’anniversaire ». Celui-ci fut tellement perverti par le pouvoir de l'Anneau qu'il perdit toute trace d'humanité et devint une créature repoussante, plus tard connue sous le nom de Gollum. Dans le Hobbit, Bilbon Sacquet lui reprit l'Anneau et le légua par la suite à son héritier Frodon Sacquet. Frodon, lors du Seigneur des Anneaux, reçut pour mission de détruire l'Anneau avec l'aide de la Communauté de l'Anneau. L'Unique fut finalement détruit lorsqu'il tomba avec Gollum dans les entrailles en fusion de la Montagne du Destin.

## Adaptations

### Films
Le film d'animation Le Seigneur des Anneaux de 1978 réalisé par Ralph Bakshi débute par le forgeage des Anneaux de pouvoir et les événements de la guerre de la Dernière Alliance contre Sauron sont présentés en silhouette devant un fond rouge.
Le film La Communauté de l'Anneau, premier film de la trilogie cinématographique du Seigneur des Anneaux réalisée par Peter Jackson, débute par un prologue semblable, mais plus long et plus détaillé. Les Trois Anneaux elfiques sont introduits lorsqu'ils sont forgés en utilisant un os de seiche comme moule, une technique ancienne de coulée primitive, compatible avec la description du livre, présentée comme des « essais du métier avant qu'ils n'aient atteints de meilleures techniques ». Cependant, c'est l'une des seules fois dans la trilogie cinématographique Le Seigneur des Anneaux qu'il est fait référence aux Anneaux de pouvoir autres que l'Anneau Unique. Les Anneaux elfiques peuvent cependant être aperçus aux doigts de Gandalf, Elrond et Galadriel, ainsi que dans la trilogie Le Hobbit. Par contre, dans la version longue de La Communauté de l'Anneau, Galadriel présente à Frodon Nenya.
Les versions longues de la saga Le Hobbit de Peter Jackson mettent en évidence les Sept Anneaux des Nains. Dans la version longue de Le Hobbit : Un voyage inattendu, durant la réunion du Conseil Blanc, Gandalf s'interroge sur la disparition des Sept. Dans la version longue de Le Hobbit : La Désolation de Smaug, Gandalf découvre Thráin à Dol Guldur, dont le doigt portant l'Anneau a été amputé.

### Séries télévisées
La série Le Seigneur des anneaux : Les Anneaux de pouvoir diffusée depuis le 2 septembre 2022 sur le service de vidéo à la demande Amazon Prime Video dépeint au second age la création des anneaux des Elfes, dirigé par l'elfe Celebrimbor à la fin de la première saison, puis la création des sept anneaux des nains et des neuf des hommes pervertis par Sauron dans la seconde.
Les anneaux des elfes sont portés par le haut roi Gil-Galad, Círdan et Galadriel. Un des anneaux des nains est donné à Durin III contre du Mithril. Cet anneau aide à ramener la lumière du soleil à Khazad-dûm. L'anneau rend également le roi avide de pouvoir et de richesse.
Lorsque Durin IV exprime ses inquiétudes au sujet des anneaux des nains à Celebrimbor, Annatar/Sauron suggère que les impacts négatifs sont causés par le mensonge de Celebrimbor vers Gil-galad qui avait interdit fabrication de nouveaux anneaux. Celebrimbor accepte d'aider à fabriquer les 9 anneaux pour les Hommes dans une tentative de racheter son travail. Mais Sauron le trompe et les anneaux sont forgés avec son sang noir à la place de Mithril.